# Mathieu Vallauri
Mathieu Vallauri – francuski judoka. Wicemistrz Europy w 1962 i czterorotny medalista w drużynie, w 1959, 1960, 1962 i 1964. Mistrz Francji w 1959 i 1960 roku.